# Edson Bispo dos Santos
Edson Bispo dos Santos (Rio de Janeiro, 27 maggio 1935 – San Paolo, 12 febbraio 2011) è stato un cestista e allenatore di pallacanestro brasiliano.

## Carriera
Con il Brasile ha disputato tre edizioni dei Giochi olimpici (Melbourne 1956, Roma 1960, Tokyo 1964) e i Campionati mondiali del 1959.